# TreurTeeVee
TreurTeeVee is een Nederlands tragikomisch absurdistisch televisieprogramma dat uitgezonden wordt door de VPRO. Het wordt gemaakt door muziektheatercollectief Circus Treurdier.
In 2014 werden twee online pilotafleveringen gemaakt waarvan er een in 2015 uitgezonden werd in het kader van 3Lab.
In 2017 werd het eerste seizoen van vier afleveringen uitgezonden en in 2019 volgde het tweede seizoen. 
Terugkerende personages zijn de kettingrokende psychologe Yolanda (Ellen Parren), de zingende filosoof Koenijn (Thomas Spijkerman), de ijdele showpresentator Frederik Kaak (Jan-Paul Buijs) en de perverse maar verlegen Uusbief (Peter van Rooijen). Gastacteurs zijn Annelies Appelhof, Bart Rijnink en Jacob Derwig.